# 무라드 베이

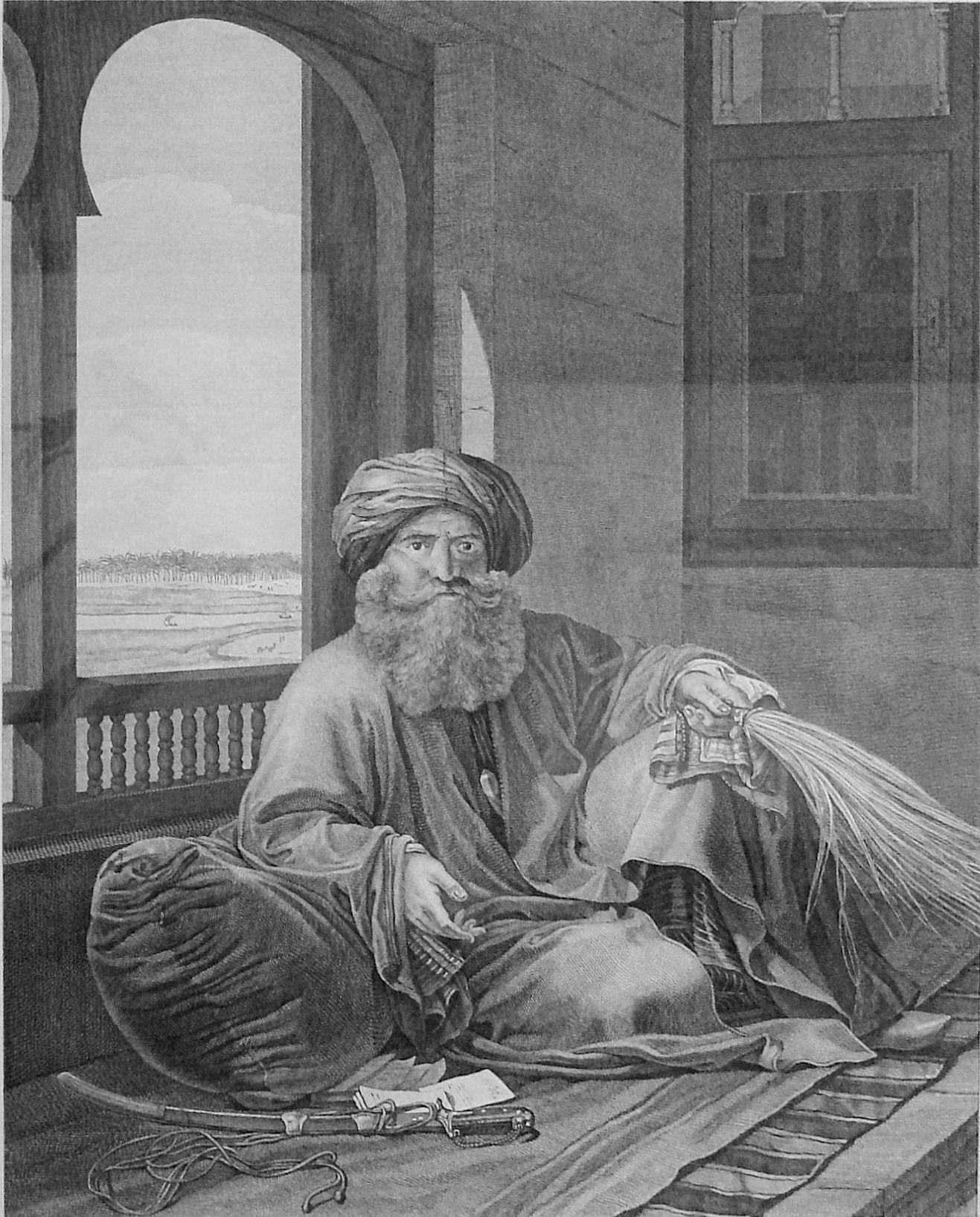
무라드 베이

무라드 베이(아랍어: مراد بك, Murad Bey, 1750년 - 1801년)는 오스만 제국령 이집트의 맘루크의 수장이다.

## 생애
원래는 이집트의 유력한 맘루크였던 아부 압 자하브의 부하였지만, 아부 압 자하브의 사후, 1791년 역시 그 부하였던 이브라힘 베이와 함께 권력을 장악했다. 용맹과감하고 무력이 뛰어난 지도자였지만, 읽고, 쓰기를 전혀 할 수 없었다. 당시 이집트는 24개로 나뉜 주를 맘루크의 유력자가 지배하고 있었지만, 그 중에서 가장 강한 세력을 갖고있었다. 1798년 이집트에 도착한 나폴레옹이 이끄는 프랑스군과 총사령관으로 지휘를 맡아 가장 먼저 기마부대를 소집하고, 자신도 출격한다. 그러나 피라미드 전투에서 적의 현대적인 전술 앞에 패주당하게 된다. 상부 이집트(이집트 남부)로 피해 게릴라전을 계속했지만, 나폴레옹이 철수한 후 1800년에 드제가 이끄는 이집트 별동대에 의해 타도되었다.

## 같이 보기
- 피라미드 전투
- 이집트 원정